# Fisch (Saargau)
Fisch település Németországban, Rajna-vidék-Pfalz tartományban. Lakosainak száma 422 fő (2023. december 31.).

## Népesség
A település népességének változása:
| Lakosok száma | 278  | 415  | 398  | 415  | 413  | 422  |
|               | 1975 | 2017 | 2019 | 2021 | 2022 | 2023 |